# Брадипноэ
Брадипно́э — патологическое урежение дыхания развивается при понижении возбудимости дыхательного центра либо при угнетении его функции.

## Этиология
Патологическое урежение дыхания может быть вызвано:
- повышением внутричерепного давления (опухоль головного мозга, менингит, кровоизлияние в мозг, отёк мозга);
- воздействием на дыхательный центр накопившихся в значительных количествах в крови токсических продуктов метаболизма (уремия, печёночная или диабетическая кома, некоторые острые инфекционные заболевания и отравления).

## Брадипноэ в возрастном аспекте
Брадипноэ считается снижение частоты дыхательных движений менее:
| Возраст         |                                    |
| 0-1 год         | < 30 дыхательных движений в минуту |
| 1-3 лет         | < 25 дыхательных движений в минуту |
| 3-12 лет        | < 20 дыхательных движений в минуту |
| 12-50 лет       | < 12 дыхательных движений в минуту |
| 50 лет и старше | < 13 дыхательных движений в минуту |